# HD 50093
HD 50093，又名CD-25 3691，SAO 172420、HR 2544，是一颗恒星，视星等为6.33，位于銀經236.11，銀緯-11.61，其B1900.0坐标为赤經6h 46m 32.5s，赤緯-25° -11.61′ 41″。